# Lewiston, New York
Lewiston är en kommun (town) i Niagara County i den amerikanska delstaten New York med en yta av 106,3 km², därav 9,7 km² är vatten, och en folkmängd, som uppgår till 16 257 invånare (2000). Kommunen har fått sitt namn efter Morgan Lewis, precis som byn Lewiston, som ingår i kommunen.